# 戈基瓦雷
戈基瓦雷（Gokhivare），是印度马哈拉施特拉邦Thane县的一个城镇。总人口19772（2001年）。

## 人口
该地2001年总人口19772人，其中男性11264人，女性8508人；0—6岁人口3442人，其中男1813人，女1629人；识字率64.30%，其中男性为73.02%，女性为52.76%。